# Místní referenda v Česku v roce 2024
Místní referenda v Česku v roce 2024 se konala v 23 obcích. Téměř polovina z nich (11) se konala v čase konání voleb do Evropského parlamentu v červnu 2024. Většina (17) místních referend byla závazných.
Týkala se různých oblastí: umístění skládky, prodeje obecních nemovitostí, umístění větrných elektráren, provozování hazardních her apod.
Konala se v následujících obcích:
- Ctětín
- Jáchymov
- Moravský Beroun
- Němčice nad Hanou
- Batňovice
- Líšťany
- Dobkovice
- Ohaře
- Dobřany
- Bělá pod Bezdězem
- Vřesina
- Postřižín
- Dolní Lutyně
- Nová Bystřice
- Mšené-lázně
- Chrášťany
- Lštění
- Braňany
- Strmilov
- Praha-Lipence
- Počátky
- Sirá
- Přehýšov
- Řimovice